# Ерковцы (Амурская область)
Ерко́вцы — село в Ивановском районе Амурской области России. Административный центр Ерковецкого сельсовета.

## География
Село Ерковцы стоит на правом берегу реки Козловка (правый приток Ивановки, бассейн Зеи).
Село Ерковцы расположено к северо-востоку от районного центра Ивановского района села Ивановка (на автодороге областного значения Ивановка — Екатеринославка (Поздеевка), расстояние (через Луговое и Константиноградовку) — 34 км.
На юго-восток от села Ерковцы идёт дорога районного значения к селу Черкасовка, на северо-восток (по трассе Ивановка — Екатеринославка (Поздеевка)) — к селу Рогозовка Ромненского района.

## Население
| 2002 | 2010 | 2012  | 2013 | 2014 | 2015 | 2016 |
| ---- | ---- | ----- | ---- | ---- | ---- | ---- |
| 1166 | ↘979 | ↗1002 | ↘987 | ↘970 | ↘933 | ↘930 |
| 2017 | 2018 |       |      |      |      |      |
| ↘917 | ↗932 |       |      |      |      |      |

## Улицы
| - ул. Больничный, - ул. Гагарина, - ул. Заречная, - ул. Молодёжная, | - пер. Новый, - ул. Северная, - ул. Советская. |

## Экономика
Сельскохозяйственные предприятия Ивановского района.